# 川崎市立東小倉小学校
川崎市立東小倉小学校（かわさきしりつ ひがしおぐらしょうがっこう）は神奈川県川崎市幸区に所在する公立小学校。パークシティ新川崎の開発とともに開校した小学校である。

## 概要
- 児童数 - 713名（2022年5月1日現在）

## 歴史
- 1985年（昭和60年）4月1日 - 川崎市立東小倉小学校として開校。
- 2021年（令和3年） - 「かわさきSDG'sゴールドパートナー」に認証された。
- 2025年（令和7年）4月 - 新小倉小学校開校により、新小倉2番が学区から分離。

## 通学区域
出典
- 小倉1番地（パークシティ新川崎）
- 鹿島田1丁目1番（パークタワー新川崎）
- 新小倉1番
- 新川崎7番
- 東小倉1～22番
  - 新小倉2番については、2025年4月に新設開校される川崎市立新小倉小学校の校区となる[2][3]。

## 教育目標
児童像 ： 友達の見方や考え方を認めながら、友に学び高めあう子
1. 健康でたくましい子ども
2. 自ら学び行動する子ども
3. 心豊かな明るい子ども
4. 進んで働く子ども
5. 世界に目をむける子ども

## アクセス
- 鉄道
  - JR南武線鹿島田駅下車、徒歩10分。
  - JR横須賀線新川崎駅下車、徒歩7分。
- バス
  - 川崎市バス川83系統「東小倉小学校」バス停下車。